# Возвышенский сельский округ (район Магжана Жумабаева)
Возвышенский сельский округ (каз. Возвышен ауылдық округі) — административная единица в составе района Магжана Жумабаева Северо-Казахстанской области Казахстана. Сельский округ образован в 1997 году. Административный центр — село Возвышенка, который расположен в 63 км от районного центра, 156 км от областного центра. Аким сельского округа — Соколов Виктор Васильевич

## Население
В округе проживают 3184 человека (2009, 4946 в 1999, 6690 в 1989).

## Образование[4]
В округе функционируют 2 школы — средняя школа в селе Возвышенка и основная школа в селе Александровка. Средняя школа в селе Возвышенка имеет пришкольный интернат на 40 мест, общее количество учащихся в школе составляет 307, педагогические кадры — 60 учителей. В основной школе села Александровка обучаются 25 детей, педагогические кадры — 12 учителей.
В селе Возвышенка функционирует детский сад «Бобек» на 75 мест. В селе Александровка имеется миницентр при школе на 16 мест.

## Здравоохранение
В селе Возвышенка имеется сельская врачебная амбулатория. Профосмотром охвачено взрослое население округа, работает аптечный пункт.
В селе Александровка имеется медицинский пункт, работает 1 фельдшер и 1 санитарка.

## Культура
В селе Возвышенка действует Дом культуры и 2 библиотеки. При доме культуры функционируют 2 этнокультурных объединения — белорусский «Белая Русь» и казахский «Шанырақ», а также работают вокальная группа «Поющие сердца» и танцевальная группа «Ассорти», эстрадная группа и детская вокальная группа «Улыбка».

## Спорт
При школе села Возвышенка функционируют различные спортивные секции. Имеется стадион, 2 спортивных зала для игровых видов, хоккейный корт, борцовский и теннисные залы, а также футбольная мини-площадка с искусственным покрытием.

## Инфраструктура
Источником водоснабжения является Булаевский групповой водопровод. Водоснабжение населения осуществляется через внутреннюю разводящую сеть. Имеется 7 точек раздачи воды (ИП «Шкурин И. А.»). К разводящей сети водоснабжения подключены 13 производственных объектов и 300 жилых домов.
Для удовлетворения потребности населения в пассажирских перевозках в округе действует 1 областной автобусный маршрут. Кроме того частным извозом для доставки жителей сельского округа в город Петропавловск и райцентр занимаются 2 предпринимателя (ИП «Лесин», ИП «Байгабулов»).
Ведется работа по телефонизации сел округа, услугами связи «Казахтелеком» в сельском округе пользуется 711 абонентов, работает интернет. На территории округа функционирует сельское отделение почтовой связи СКОФ АО «Казпочта», имеется банкомат АО «Народный банк Казахстана». Снабжение бытовым газом осуществляет ТОО «РОКА».

## Сельское хозяйство
Площадь сельскохозяйственных угодий составляет — 55 417 га, в том числе пашня — 47 607 га, пастбище 6 520 га. Преобладающая культура посевных площадей — зерновые. Также имеются посевные площади масличных культур, картофеля и овощей.
Население занимается развитием животноводства. Поголовье частного сектора на конец 2019 года составляет: КРС — 576 голов, в том числе коров — 304 голов, лошадей — 420 голов, свиней — 751 голов, овец и коз −1598 голов, птиц — 11 467 штук. Также скот имеется и в сельхозформированиях округа.
Для переработки сельскохозяйственной продукции в селе Возвышенка имеется мельница по выпуску ржаной муки на базе КХ «Фиксель».
Для переработки мясной продукции в с. Возвышенка имеется убойная площадка ИП «Фиксель», которая также производит мясные полуфабрикаты.

## Состав
21 июня 2019 года в состав сельского округа была включена территория площадью 290,03 км² ликвидированного Александровского сельского округа (село Александровка, Алуа, бывшее село Григорьевка).
В состав округа входят такие населенные пункты:
| Населенный пункт       | Население, человек (1989) | Население, человек (1999) | Население, человек (2009) |
| ---------------------- | ------------------------- | ------------------------- | ------------------------- |
| Александровка, село    | 835                       | 704                       | 455                       |
| Алуа, село             | 327                       | 214                       | 146                       |
| Возвышенка, село       | 4479                      | 3430                      | 2407                      |
| Григорьевка, село      | 231                       | 111                       | -                         |
| Изобильное, село       | 521                       | 357                       | 82                        |
| Малая Возвышенка, село | 297                       | 241                       | 94                        |

## Примечание
1. ↑  Итоги Национальной переписи населения Республики Казахстан 2009 года. Агентство Республики Казахстан по статистике. Архивировано из оригинала 13 мая 2013 года.
2. ↑  Возвышенский сельский округ района Магжана Жумабаева | Аппарат акима сельского округа. vozvyshenka-mzh.sko.gov.kz. Дата обращения: 30 ноября 2020. Архивировано 30 июля 2020 года.
3. ↑  Итоги Всесоюзной переписи населения 1989 года по Казахской ССР. Том 3 Архивная копия от 26 октября 2020 на Wayback Machine (рус.)
4. ↑  Возвышенский сельский округ района Магжана Жумабаева | Отчетные встречи. vozvyshenka-mzh.sko.gov.kz. Дата обращения: 30 ноября 2020. Архивировано 30 июня 2020 года.
5. ↑  О некоторых вопросах административно-территориального устройства района Магжана Жумабаева Северо-Казахстанской области — ИПС «Әділет». Дата обращения: 25 октября 2020. Архивировано 17 июля 2019 года.
6. ↑   Из них казахи 50 %, русские 30 %.